# Brent Carelse
Brent Carelse (né le 30 mars 1981 à Johannesbourg) est un footballeur international sud-africain.